# Seehandlungsgesellschaft

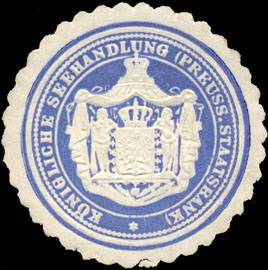
Siegelmarke Königliche Seehandlung

Die Seehandlungsgesellschaft war ein 1772 gegründetes Staatsunternehmen für den Aufschwung des Außenhandels des Königreiches Preußen. Sie wandelte sich im Verlaufe des 19. Jahrhunderts zur Bank und wurde 1918 in Preußische Staatsbank umbenannt.

## Gründung
Die preußische Seehandlungsgesellschaft wurde auf Veranlassung von Friedrich dem Großen am 14. Oktober 1772 unter dem Namen „Generaldirektion der Seehandlungs-Sozietät“ in Berlin gegründet. Der preußische König erwarb 2100 Aktien dieser Gesellschaft und 300 Aktien wurden an Privatpersonen verkauft.
Die Seehandlung genannte Gesellschaft erhielt das alleinige Recht des Handels mit Seesalz und das Stapelrecht auf alles Wachs, welches zehn Meilen weit von den Ufern der Weichsel im preußischen Gebiet erzeugt wurde. Die Gesellschaft sollte mit ihren Schiffen unter preußischer Flagge einen Handel hauptsächlich nach Spanien, aber auch nach allen anderen Ländern treiben und in Cádiz einen Handelsagenten unterhalten. Ebenfalls am 14. Oktober 1772 wurde auch eine besondere Seesalzhandlungsgesellschaft, die Preußische Compagnie, gegründet, welche das von der Seehandlung eingeführte Seesalz nach Polen und Litauen verkaufte. Beide Gesellschaften hatten ihre Privilegien bis 1796 erhalten.
Die Seehandlungsgesellschaft war als Seefahrtsunternehmen auch im Schiffbau tätig und baute zum Beispiel 1776 zwei Werften in Stettin. Sie besaß bis zu 14 eigene Schiffe. Die Königliche Seeschiffswerft in Havelberg lieferte von 1779 bis 1785 mehrere Seeschiffe an die Seehandlung.

## Frühe Geschichte
Trotz der Privilegien liefen die Geschäfte zunächst schlecht. Unter der Leitung von Graf von der Schulenburg-Kehnert wurde die Preußische Compagnie mit der Seehandlungsgesellschaft vereinigt. Die Geschäfte liefen danach besser und wurden bedeutend erweitert. Die Seehandlung hatte Agenten in Hamburg, Amsterdam, Warschau und Cadiz. Insbesondere führte sie Leinwand aus. 1791 wurden die Sonderrechte der Seehandlung bis zum 1. Januar 1808 verlängert. Sie verlor zwar am 4. März 1794 das Stapelrecht auf Wachs, erhielt dafür jedoch das Recht, mit allen Waren zu handeln und Geschäfte aller Art zu betreiben. Die bald darauf erfolgte dritte Teilung Polens (1795) beschränkte das Absatzgebiet für Salz und auch die napoleonischen Kriege beeinträchtigten den Handel der Seehandlungsgesellschaft. Diese wandte sich nunmehr finanziellen Operationen zu und erhielt die Verwaltung der Staatsschulden. Nach dem 1806 von Preußen gegen Frankreich verlorenen Krieg zahlte sie die Kontributionen an Frankreich, wodurch sie hohe Schulden anhäufte, da der Staat die ihm von der Seehandlung vorgestreckten Gelder nicht zurückzahlen konnte. Nach Napoleons Niederlage 1815 zog sie die von Frankreich zu zahlenden Kontributionsgelder ein. Dadurch konnte sich die Seehandlung wieder stabilisieren.

## Langsame Wandlung zur Bank
Seit 1807 unterstand die Seehandlung dem preußischen Finanzministerium. Am 17. Januar 1820 wurde sie ein selbständiges Geld- und Handelsinstitut des Staates mit unbeschränkter Vollmacht. Sie erhielt als Sonderrechte unter anderem den Ankauf von überseeischem Salz, die Erledigung aller im Ausland für Rechnung des Staates anfallenden Geldgeschäfte, die Bezahlung aller im Ausland gemachten Staatsschulden, die Einziehung der dem Staat im Ausland zustehenden Gelder und den Ankauf der für Preußen notwendigen Waren des Auslandes. Der Staat leistete für alle Verpflichtungen der Seehandlungsgesellschaft Garantie und bestellte ein Kuratorium von drei Staatsbeamten zur Aufsicht.
Am 3. Mai 1821 wurde verfügt, dass der Gewinn der Seehandlungsgesellschaft nicht mehr an die Staatskasse abgeliefert wird, sondern in ihr Kapital eingeht und daraus ein Reservefonds gebildet wird, über welchen in außerordentlichen Fällen auch der König zu Staatszwecken verfügen könne.
1822 begann die Seehandlungsgesellschaft das erste größere überseeische Unternehmen mit dem Vertrieb schlesischer Textilwaren nach Mittel- und Südamerika auf eigenen Schiffen. Dieses Geschäft dehnte sie weltweit aus und führte 1822 bis 1824 zur ersten preußischen Weltumseglung mit dem Schiff Mentor, dem sechs weitere Weltumrundungen mit dem Schiff Princess Louise folgten. Zugleich beförderte sie den Schiffsbau, auch indem sie in den Vereinigten Staaten die Schonerbrigg Christian kaufte, welche als gutsegelnd galt und den preußischen Schiffbauern als Lehrmodell dienen sollte. Die Seehandlung beteiligte sich auch an vielen anderen Unternehmungen, wie etwa dem Straßenbau in Preußen und förderte den Eisenbahnbau.
1831 übernahm die Seehandlung die Dampfschifffahrt in und um Berlin und begann auch selbst den Bau von Binnenschiffen. Die Maschinenbauanstalt und Eisengießerei der Seehandlung in Berlin-Moabit wurde um einen Werftbetrieb erweitert und führte eine technische Neuerung in Deutschland ein, indem sie die Dampfschiffrümpfe nicht mehr aus Holz, sondern aus Eisenblech fertigte. 1834/35 wurde der erste vollständig eiserne Dampfer, die Prinz Carl, auf der Moabiter Werft gebaut. Der Dampfschifffahrtsbetrieb der Seehandlungsgesellschaft fuhr ständig mit Verlust. Er wurde in Kauf genommen, um die „großen Vorteile, welche die Dampfschifffahrt anderen Ländern gewährt, den nächsten inländischen Gewässern nicht entgehen zu lassen“. 1848 begann die Auflösung der Binnenschiffflotte der Seehandlungsgesellschaft. Der Moabiter Industriebetrieb der Gesellschaft wurde 1850 an die Firma August Borsig verkauft.

## Die Seehandlung als Bank
Am 14. Februar 1845 wurde verfügt, dass sie keine neuen gewerblichen Unternehmungen mehr tätigen soll und den Salzhandel der Steuerverwaltung überlässt. Die Seehandlungsgesellschaft wandelte sich nun zu einer dem Finanzministerium unterstellten Staatsbank. So zog sich die Seehandlungsgesellschaft seit 1845 langsam aus ihren Handelsgeschäften zurück. Erhalten blieb noch lange Zeit der Handel mit Wein, Mehl und Wolle. Auch viele gewerbliche Unternehmungen behielt die Seehandlung noch über viele Jahre. So unter anderem einige Textilfabriken und metallverarbeitende Betriebe. Auch die Dampfschifffahrt auf Spree, Havel und Elbe betrieb die Seehandlung noch weiter.
Ab 1904 firmierte das Institut als Königliche Seehandlung (Preußische Staatsbank). 1918 wurde die Seehandlungsgesellschaft in Preußische Staatsbank (Seehandlung) umbenannt. Sie war bis 1945 in allen Bereichen des Bankgeschäfts tätig. Mit der Auflösung Preußens 1947 wurde die Preußische Staatsbank eine sogenannte „ruhende Altbank“.
1983 wurde die Bank liquidiert und ihr verbliebenes Vermögen wurde auf die Berliner Pfandbriefbank als Rechtsnachfolger übertragen. Ein kleiner Vermögensanteil der ehemaligen Preußischen Staatsbank bildete den Grundstock für die Stiftung Preußische Seehandlung.

## Personen
- Julius August von der Horst, 1772 bis 1774 Präsident der Seehandlung
- Johann Gottlieb Schlee, (erwähnt 1774) Präsident der Seehandlung[7]
- Friedrich Christoph von Görne, 1775 bis 1782 Chef der Seehandlung[8]
- Friedrich Wilhelm von der Schulenburg-Kehnert, Präsident der Seehandlung von 1782 bis 1786 und 1790 bis 1791[9]
- Alexander Friedrich von der Schulenburg-Blumberg, 1786 bis 1790 Chef der Seehandlung[10]
- Carl August von Struensee, ab 1782 Direktor, 1791 bis 1804 Chef der Seehandlung[8]
- Freiherr vom Stein, 1804–1807 Chef der Seehandlung[8]
- Christian Rother, 1820 bis 1848 Chef der Seehandlungsgesellschaft
- August Friedrich Bloch, 1848 bis 1854 Präsident der Seehandlung
- Otto von Camphausen, 1854 bis 1869 Präsident der Seehandlung
- William Barstow von Guenther, Präsident der Seehandlung 1870 bis ?
- Rudolf von Bitter der Ältere, Präsident der Seehandlung von 1873 bis ?
- Alexander Schoeller, Bankier und Geheimer Seehandlungsrat
- Max Rötger (Beamter, 1830), Präsident der Seehandlung von 1880 bis 1886
- Emil von Burchard, Präsident der Seehandlung von 1887 bis ?
- Octavio von Zedlitz-Neukirch, 1899 Präsident der Seehandlung
- Rudolf Havenstein, Präsident der Seehandlung 1900 bis 1908
- Adolf von Dombois, Präsident der Seehandlung (ab 1918 Preußische Staatsbank) 1909 bis 1924
- Hermann Kißler, Vizepräsident ab 1921
- Franz Schroeder, Präsident der Preußischen Staatsbank 1924 bis 1945

## Dienstsitz

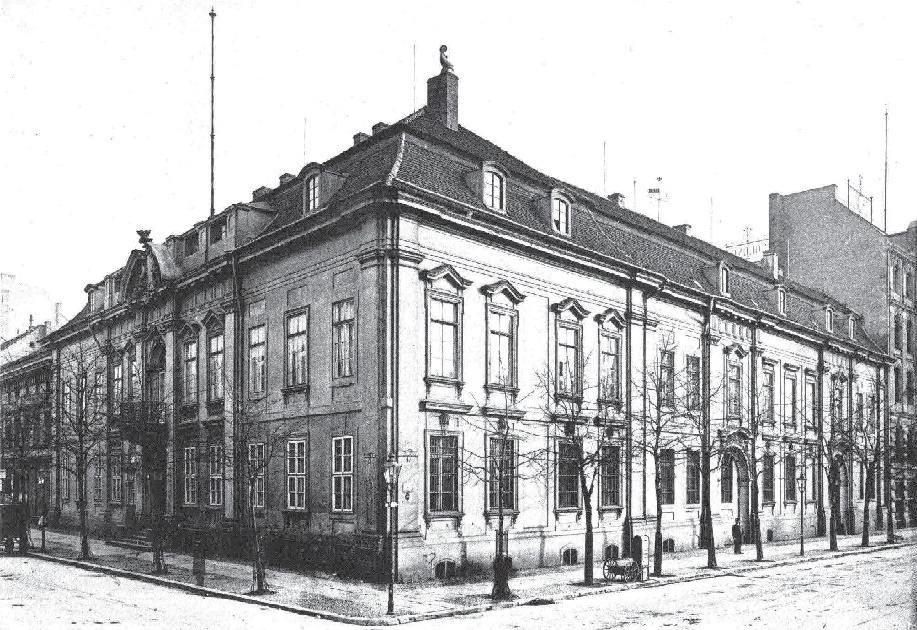
Dienstgebäude der Königlichen Seehandlungs-Societät in Berlin, abgebrochen im Jahre 1901, Eckansicht

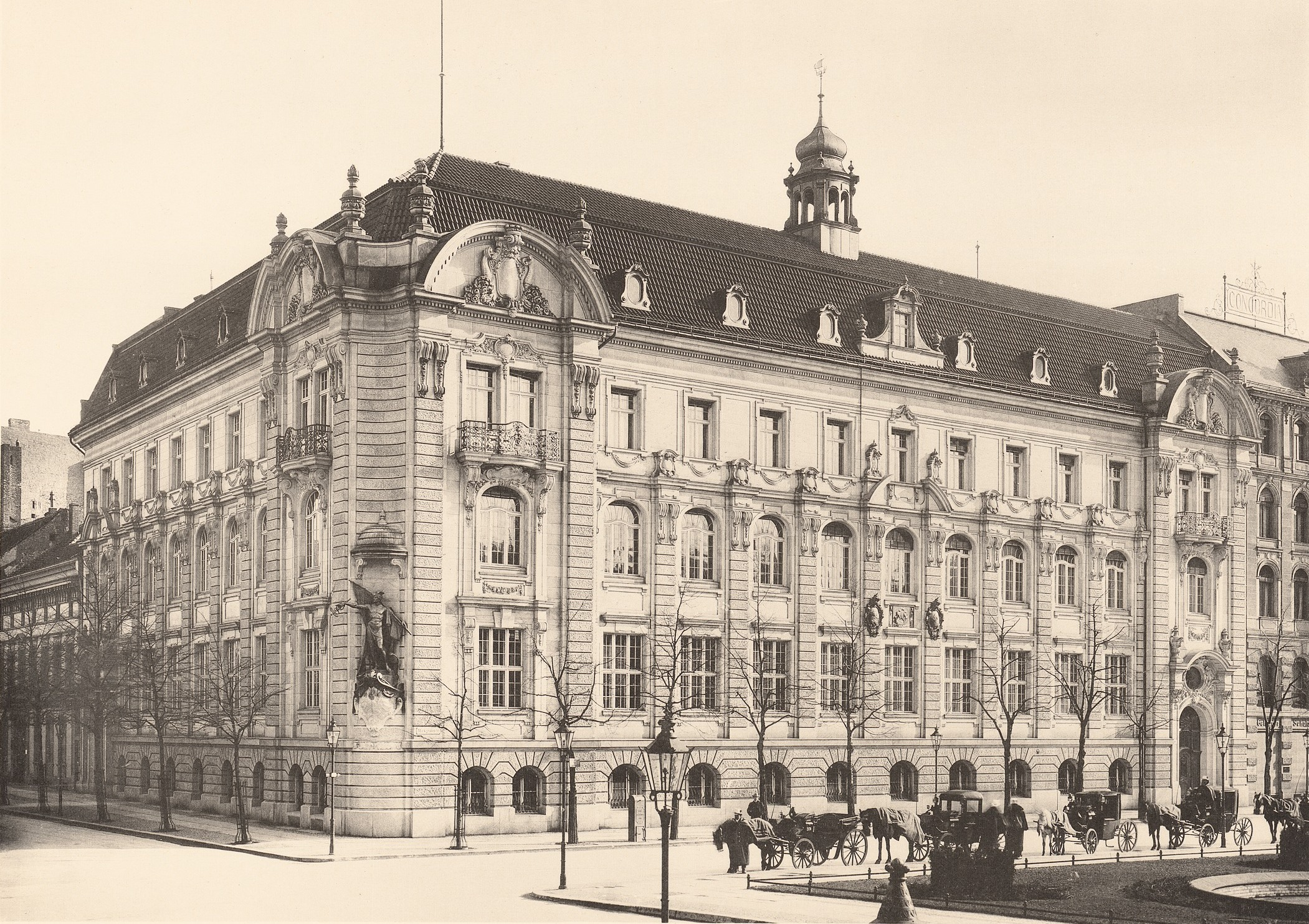
Neubau der Königlichen Seehandlung in Berlin am Gendarmenmarkt im Jahre 1904, Gesamtansicht

1777 mietete Friedrich II. das im Jahr 1735 im Auftrag Friedrich Wilhelms I. errichtete Domestikenhaus am Gendarmenmarkt, Ecke Jägerstraße für die Seehandlungsgesellschaft. 1787 erwarb die Seehandlung das Gebäude und ließ 1806 von David Gilly größere Veränderungen durchführen. 1901 wurde das alte Barockpalais abgebrochen und bis 1903 durch einen Neubau von Paul Kieschke ersetzt. 1936–1939 entstand ein Erweiterungsbau in der Jägerstraße 22/23. Nach Beseitigung von Kriegsschäden wurde der Gebäudekomplex 1946 der neu gegründeten Deutschen Akademie der Wissenschaften übergeben. Heute beherbergt er deren Nachfolgeinstitution, die Berlin-Brandenburgische Akademie der Wissenschaften (BBAW).